# Haus Tinne

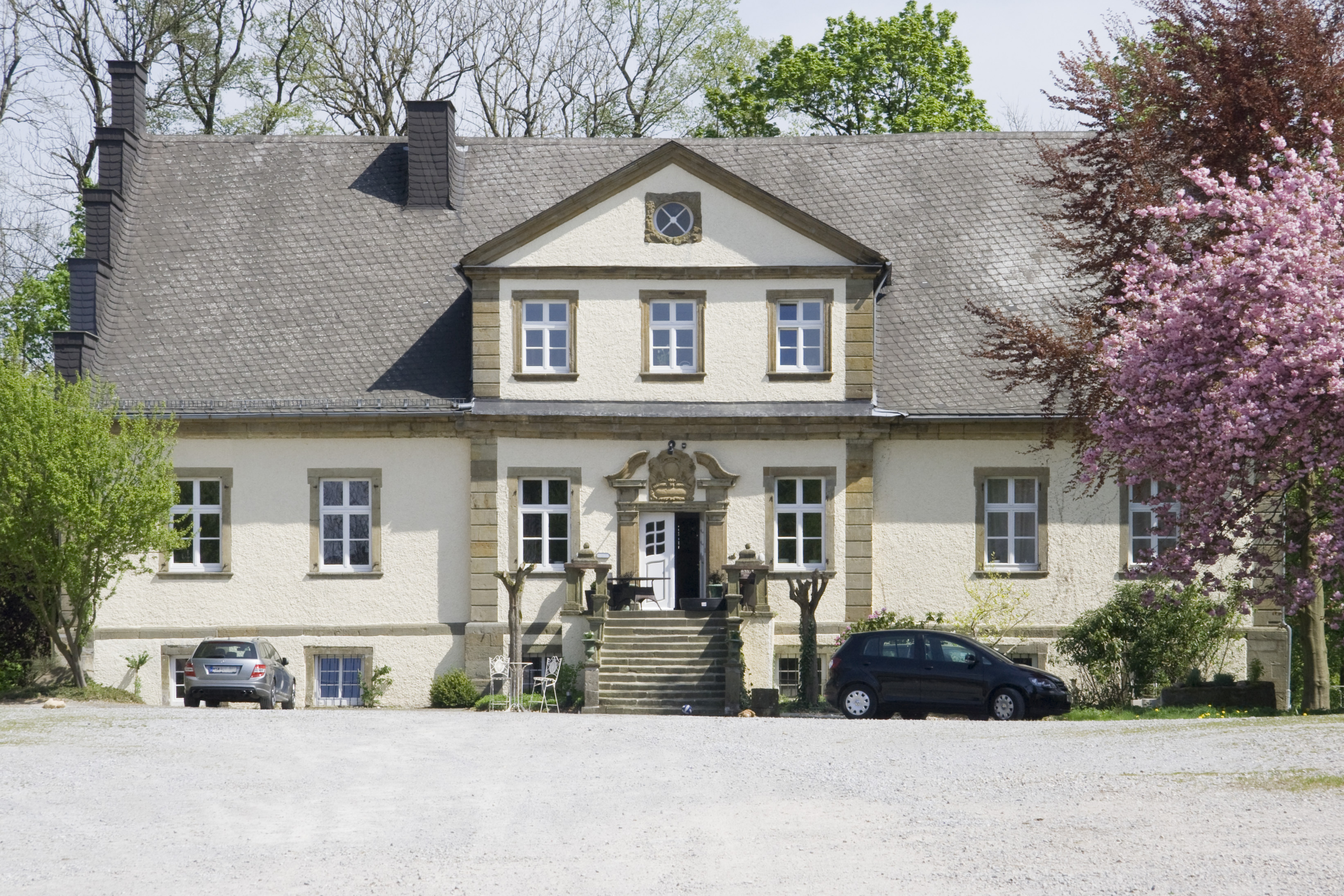
Haus Tinne

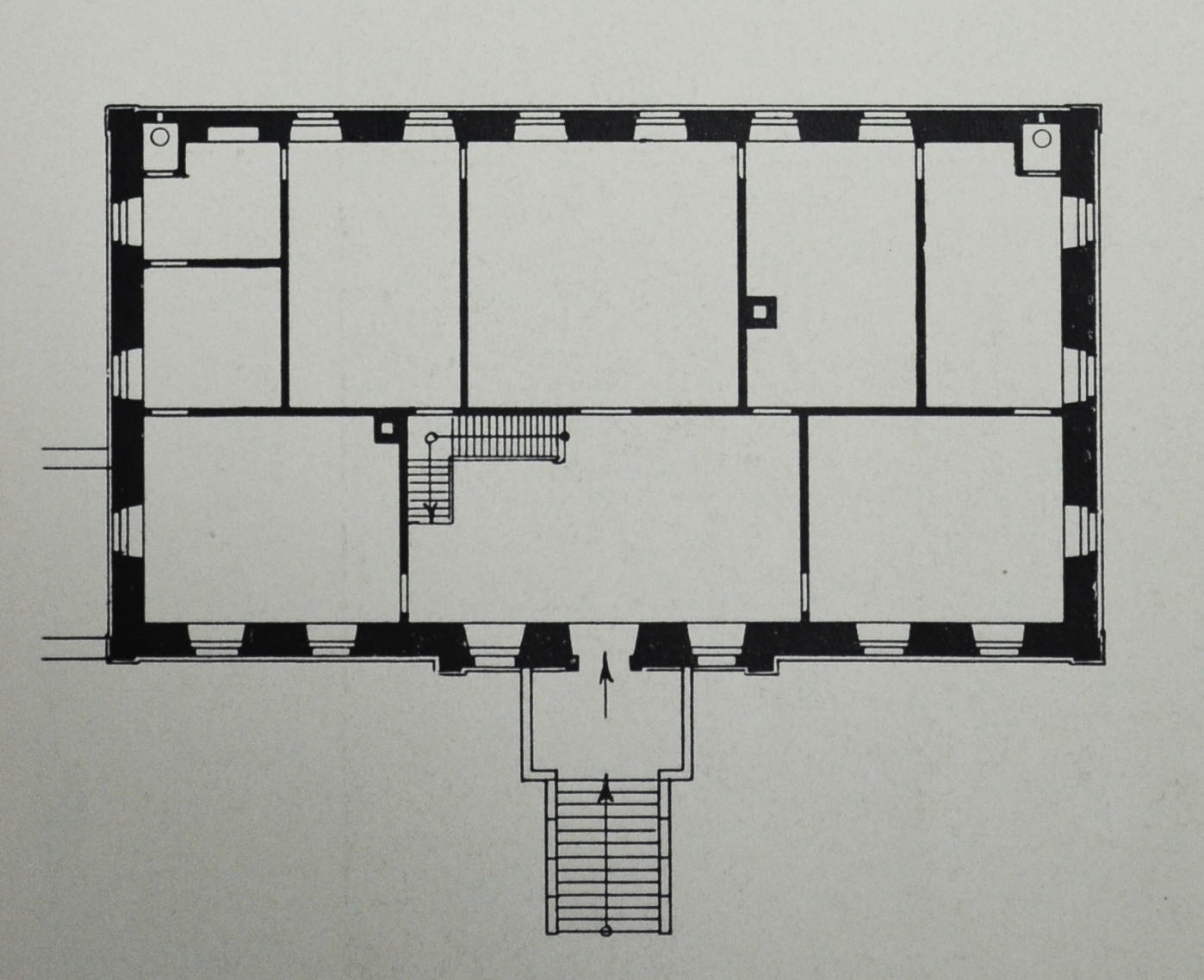
Grundriss Haus Tinne

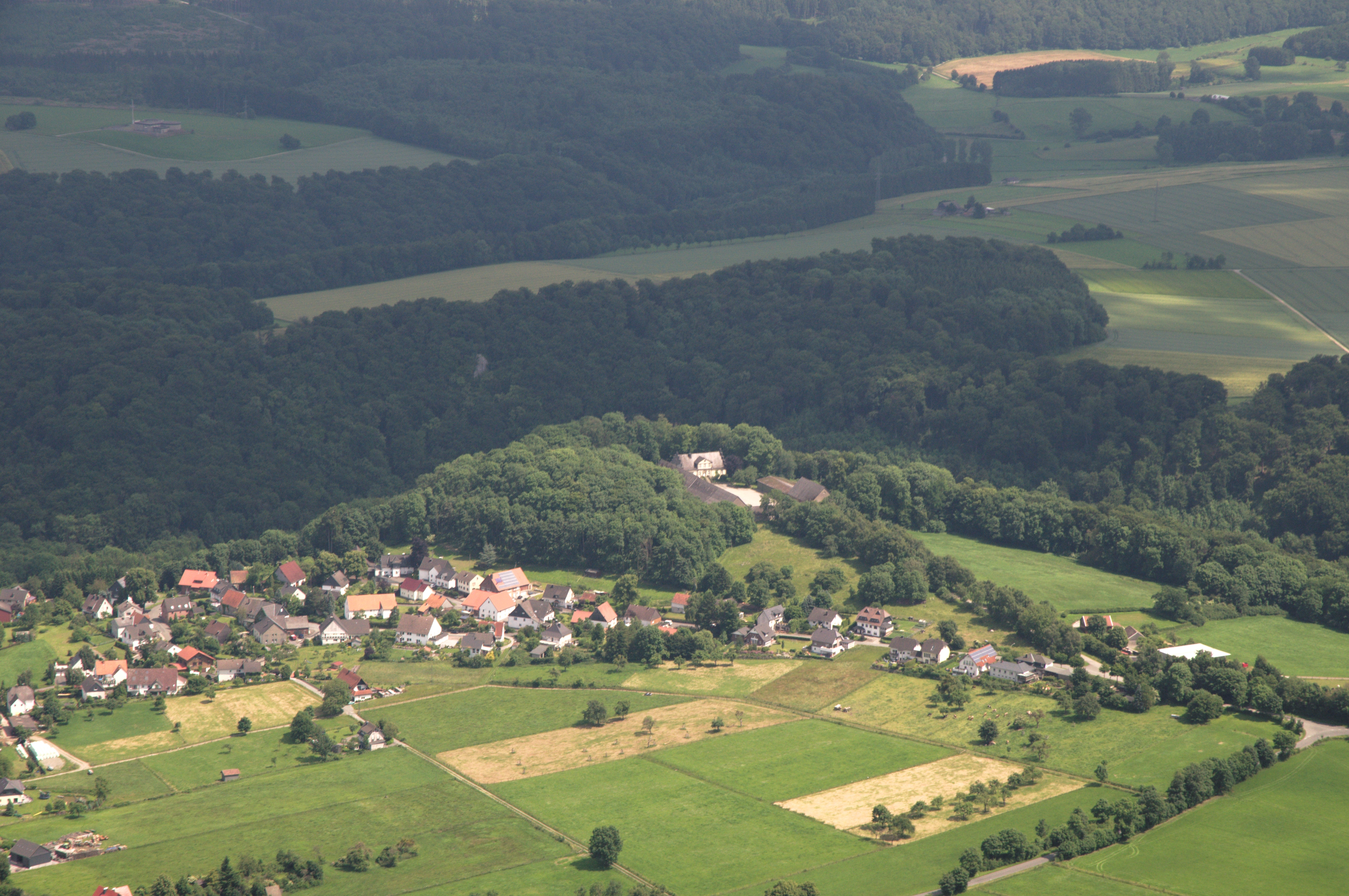
Haus Tinne vor dem Buttenberg (Luftbild 2013)

Haus Tinne ist ein Adelssitz im Ortsteil Alme von Brilon. 

## Geschichte
An dieser Stelle lag zuvor die Burg Oberalme, die urkundlich erstmals 1176 erwähnt wurde. Ihr Besitzer war Heinrich der Löwe. 1254 wurde sie vom Paderborner Bischof Simon I. zerstört.
Haus Tinne wurde im Jahre 1717 von Maria Magdalene von Gaugreben erbaut und war ein Versammlungsort für Adelige, die während der Französischen Revolution aus Frankreich hatten fliehen müssen. An sie erinnert der Name der „Französischen Treppe“ vom Haus zum Mühlental. 1821 durch Wilhelm Graf von Bocholtz erworben und seit 1912 im Besitz der Nachkommen von Franz Reichsgraf von Spee.

## Architektur
Das Haus ist ein einstöckiger, siebenachsiger Bau auf einem hohen Kellergeschoss. Durch das Hauptgesims geht ein dreiachsiger Mittelrisalit mit einem Dreiecksgiebel als Dachaufbau. In die Mittelachse ist ein Portal mit Pilastern und verkröpften Schweifgiebel- und Gesimsstücken eingelassen. Darunter ein Doppelwappen der Familie Gaugreben-Meschede und eine Kartusche mit der Inschrift: M:M:fra von Gaugreben geborne von Meschede hatt dies haus Ao 1717bauen lassen. Die Architekturteile sind aus Kalkstein, ansonsten wurde Bruchsteinmauerwerk verputzt. Das Pfannendach wurde im 20. Jahrhundert erneuert. Zum Portal führt eine große Freitreppe mit einer Brüstung aus Rüthener Sandstein. Darunter befindet sich der Kellereingang. Das Haus ist mit einem umlaufenden Sockelgesims ausgestattet.